# Crimini e misfatti
Crimini e misfatti (Crimes and Misdemeanors) è un film del 1989 scritto, diretto e interpretato da Woody Allen.
Sebbene non sia stata un successo al botteghino, la pellicola è stata accolta con entusiasmo dalla critica, ed è stata candidata a tre Premi Oscar 1990 (Miglior regia, Miglior sceneggiatura e Miglior attore non protagonista a Martin Landau) e al Golden Globe per il miglior film drammatico: ha vinto sette premi internazionali, tra cui il David di Donatello per la migliore sceneggiatura straniera. In svariate pubblicazioni di settore, Crimini e misfatti viene indicato come uno dei migliori film di Woody Allen.

## Trama
Judah, noto chirurgo oculista e filantropo, tradisce da due anni la moglie Miriam per l'ex hostess Dolores. Quest'ultima, innamorata del medico e sull'orlo d'una crisi di nervi, è ossessionata a tal punto da quella situazione senza sbocco da volersi rivelare alla moglie tradita, arrivando a scriverle una lettera che Judah riesce casualmente a distruggere prima che giunga a destinazione. Ciononostante, Dolores, dopo aver fatto intendere di essere anche pronta a rivelare alcuni traffici finanziari non leciti di Judah, continua a incalzare e minacciare il suo amante, il quale, per non rovinare la sua ottima reputazione, e ormai stanco di tenere in piedi quella doppia vita, si vede costretto a rivolgersi a suo fratello Jack, criminale incallito e senza scrupoli, che la fa uccidere da un sicario. Judah entra così in una profonda crisi di coscienza da cui esce a fatica.
Il documentarista Cliff Stern, deluso dalla sua vita e da un rapporto coniugale che si trascina stancamente, vede nella produttrice Halley, che lavora nel mondo del cinema, la via d'uscita ai suoi problemi. I due si conoscono durante la realizzazione d'un documentario, a lui commissionato, sulla figura dell'autore comico miliardario Lester, suo cognato tra l'altro, un uomo di grande successo - nonostante i suoi programmi dozzinali - ma di dubbia moralità, che però colma d'attenzioni proprio Halley, della quale Cliff s'innamora iniziando un timido corteggiamento, mentre tenta con ogni mezzo di screditare il suo antagonista, anche servendosi del documentario che sta realizzando per lui. Halley, incerta e confusa, tiene a bada le timide avances di Cliff. Ma Cliff e Halley sono legati anche dalla realizzazione d'un documentario sul prof. Louis Levy, la cui figura intellettuale, complessa e profonda, affascina entrambi, abituati alla vacua apparenza di figure ipertrofiche, di cui perfetta incarnazione è proprio Lester; tutto andrà in fumo in seguito all'inattesa fine del professore, il quale, a dispetto dello spessore della sua elaborazione intellettuale sulla celebrazione della vita, sceglie invece il suicidio.
Una svolta nella vita sentimentale di Halley arriva col suo temporaneo trasferimento a Londra, dove la donna insegue un'inattesa occasione di lavoro, in una decisione che getta nello sconforto Cliff. A Londra, infatti, Halley incontra casualmente Lester e cede all'insistente corteggiamento. Cliff apprende di quella scelta tempo dopo, incontrando la coppia durante il ricevimento per un matrimonio ebraico. In quella stessa occasione, Cliff conosce Judah e i due, senza volerlo, si ritrovano in disparte e iniziano a conversare raccontandosi in terza persona e tracciando un bilancio delle loro esistenze, i cui esiti sono il frutto delle loro diverse e quotidiane scelte morali.

## Produzione
Dopo aver visionato un primo montaggio provvisorio del film, Allen decise di eliminare completamente la prima parte, richiamò gli attori per rigirare alcune scene, e si focalizzò sulla storia principale che voleva raccontare.

### Colonna sonora
Come in molti altri suoi film, Allen ricorse a brani di musica classica e jazz per la colonna sonora. Essa include il Quartetto per archi n. 15 in sol maggiore D 887 di Franz Schubert nelle scene che portano all'uccisione di Dolores, ed alla scoperta del suo cadavere da parte di Judah.

### Influenze
La tematica del dilemma morale di Judah, se cioè una persona possa continuare a vivere come nulla fosse con la consapevolezza di aver compiuto un omicidio, rimanda all'idea principale della trama del romanzo Delitto e castigo di Fëdor Dostoevskij (1866), sebbene proponga una soluzione finale opposta a quella del romanzo. Lo stesso tema sarebbe stato affrontato nuovamente da Allen nei suoi successivi film Match Point (2005) , Sogni e delitti (2007) e Irrational Man (2015).

## Critica
- «All'inizio c'era il personaggio di Martin Landau e c'erano idee strettamente religiose: l'universo è un posto senza Dio e, a meno che noi non ci costruiamo una nostra etica, non c'è nessuno che ci punisca (...) La seconda storia, il triangolo fra me, Mia Farrow e Alan Alda, è nata per rinforzare alcuni di questi temi, e discutere sul problema, universale, della tremenda adorazione per il successo.»[7]
- «(...) Per Allen il cinema delega al pubblico la possibilità di un giudizio etico, di un finale narrativo. Tocca a ciascuno spettatore (come al paziente in analisi) assolvere o condannare la qualità della vita rappresentata sullo schermo. Ancora più che in La rosa purpurea del Cairo è lo spettatore il personaggio chiave della fabula (...).»[8]

## Riconoscimenti
- 1990 - Premio Oscar
  - Candidatura per il miglior regista a Woody Allen
  - Candidatura per la miglior sceneggiatura originale a Woody Allen
  - Candidatura per il miglior attore non protagonista a Martin Landau
- 1990 - Golden Globe
  - Candidatura per il miglior film drammatico
- 1989 - National Board of Review Award
  - Migliori dieci film
  - Miglior attore non protagonista ad Alan Alda
- David di Donatello 1990
  - Migliore sceneggiatura straniera a Woody Allen
  - Candidatura per il miglior film straniero
  - Candidatura per il miglior regista straniero a Woody Allen
  - Candidatura per la migliore attrice straniera a Mia Farrow
  - Candidatura per il miglior attore straniero a Woody Allen